# Petróleos de Venezuela

Logo-ul companiei

Petróleos de Venezuela (prescurtat PDVSA) este o companie petrolieră din Venezuela și al cincilea exportator de hidrocarburi din lume.
1. ↑  Q111813239[*], p. 330 Verificați valoarea |titlelink= (ajutor)
2. ↑  El mecanismo[*], p. 166 Verificați valoarea |titlelink= (ajutor)
3. ↑  Corrupción y petróleo en Venezuela: un monstruo que devora miles de millones de dólares (în spaniolă)